# Арвика
Арвика (швед. Arvika) — город в Швеции, в лене Вермланд. Является центром одноименной коммуны. Расположен в западной части страны, а именно в исторической провинции Вермланд.

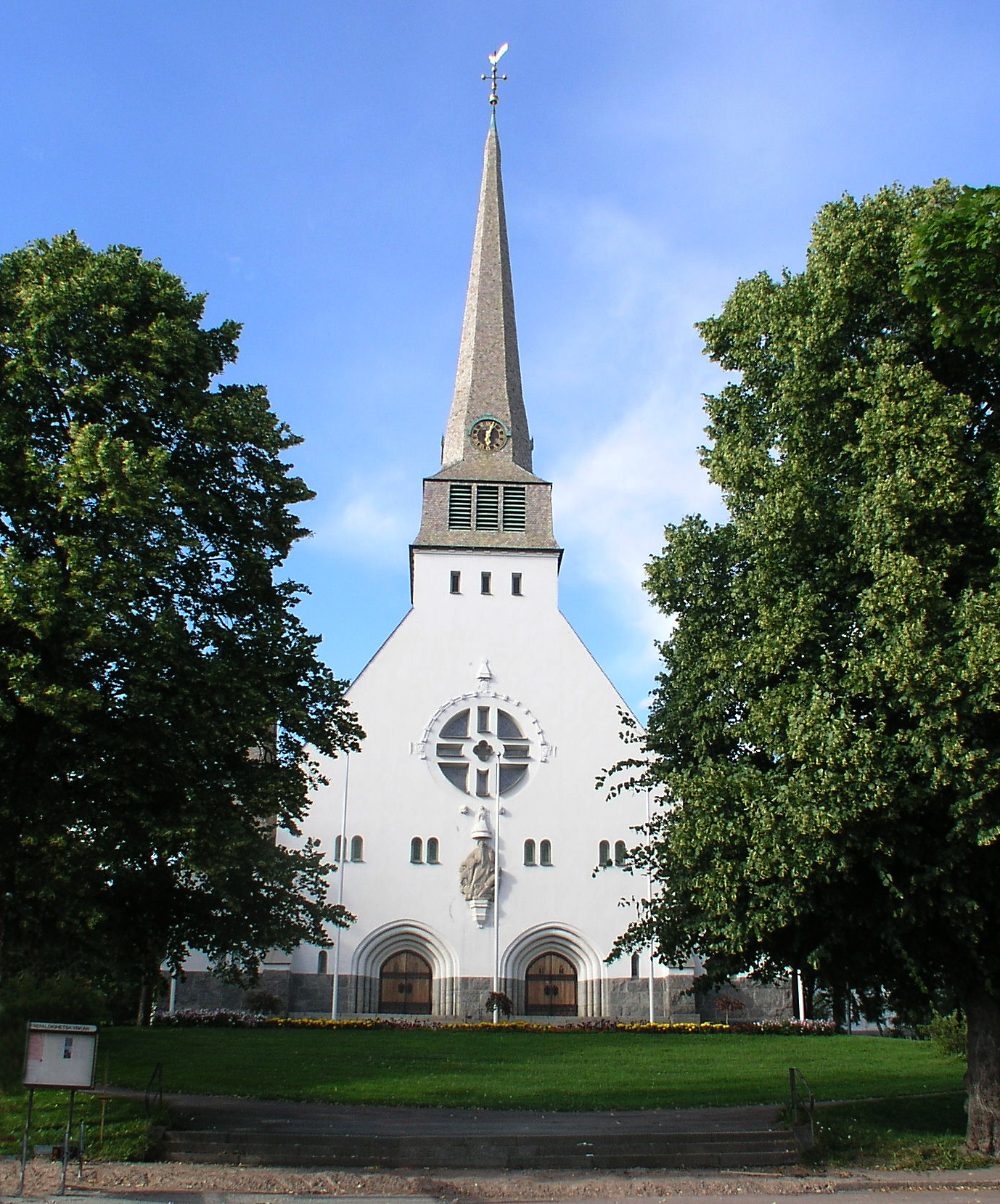
Церковь в Арвике

Статус города получил в 1821 году. По численности населения это — второй по величине город в Вермланде: в самом городе проживают около 14 000 человек, а в коммуне — около 26 000 человек.

## География
Город Арвика находится на берегу залива Чюрквикен, близ ледникового озера Глафсфьорден (которое когда-то было фьордом доисторического Анцилового озера).
Окрестности Арвики холмисты, с юго-востока к городу примыкает гора Стуркасбергет (240 м).
В городе имеется порт; рекой Бюэльвен Глафсфьорден соединяется с озером Венерн, которое, в свою очередь, соединено с Северным морем с помощью реки Гёта-Эльв и с Балтийским морем Гёта-каналом.

## Промышленность
В городе расположено несколько предприятий тяжелой промышленности, на которых работает большая часть населения. Среди заводов можно выделить Thermia, который является одним из заводов компании Volvo Construction Equipment, производящий фронтальные колёсные погрузчики. В области литейного производства необходимо отметить значимость Arvika Gjuteri. Не менее важным является завод по производству кофе-машин Coffee Queen.
C 1994 по 1999 год в городе работала компания Jösse Car по производству спортивных автомобилей.

## Культура
В Арвике с 1992 по 2010 годы проводился музыкальный фестиваль Arvikafestivalen.